# César Sanabria
Pour les articles homonymes, voir Sanabria.
Sanabria  Aular est un nom espagnol. Le premier nom de famille, en général paternel, est Sanabria ; le second, en général maternel, souvent omis, est Aular.
César David Sanabria Aular, né le 28 octobre 1999,, est un coureur cycliste vénézuélien.

## Biographie
Bon sprinteur, César Sanabria termine cinquième du Tour du Venezuela en 2021 puis deuxième de l'édition 2022, tout en ayant remporté plusieurs étapes. Sur piste, il devient champion du Venezuela de la course aux points en février 2022. 
En 2023, il s'impose sur la première étape du Tour du Táchira. Il s'adjuge également le classement par points de la Vuelta a la Independencia Nacional, après plusieurs places d'honneur. 

## Palmarès sur route

### Par année
- 2019
  - 3e du championnat du Venezuela sur route espoirs
- 2021
  - 2e étape du Tour du Lara
  - 2e et 6e étapes du Tour du Venezuela
- 2022
  - 4e étape du Tour du Venezuela
  - 2e du Tour du Venezuela
- 2023
  - 1re étape du Tour du Táchira
  - Vuelta a Barinitas : 
    - Classement général
    - 2e étape

  - Tour du Venezuela : 
    - Classement général
    - 1re, 3e et 6e étapes

### Classements mondiaux
| Année                                 | 2019  | 2020 | 2021 | 2022 | 2023  |
| ------------------------------------- | ----- | ---- | ---- | ---- | ----- |
| Classement mondial                    | 3212e | nc   | nc   | 909e | 2035e |
| UCI America Tour                      | 543e  | nc   | nc   | 97e  | nc    |
|                                       |       |      |      |      |       |
| Légende : nc = non classéSource : UCI |       |      |      |      |       |

## Palmarès sur piste

### Jeux d'Amérique centrale et des Caraïbes
- San Salvador 2023
  -  Médaillé de bronze de la poursuite par équipes

### Championnats nationaux
- 2022
  -  Champion du Venezuela de course aux points
  - 3e du championnat du Venezuela de l'omnium
  - 3e du championnat du Venezuela de scratch